# Color Hybrid
Il Color Hybrid è un traghetto appartenente alla compagnia di navigazione norvegese Color Line. 

## Caratteristiche
Spinto da quattro motori Diesel Rolls-Royce - Bergen (due da 6 cilindri e due da 8 cilindri) e da un pacco batterie con una capacità di 5 MWh (dimensionate per garantire un'autonomia di un'ora a una velocità massima di 12 nodi), il Color Hybrid è in grado di raggiungere una velocita massima di 23 nodi e di trasportare un massimo di 2000 passeggeri e 500 automobili. 
Al momento del varo, era il traghetto ibrido/plug-in più grande al mondo, record strappatogli poi nel 2022 dai traghetti classe E-Flexer.

## Ordine e costruzione
Ordinato il 17 febbraio 2017 dalla Color Line ai cantieri navali Crist S.A. di Gdynia (incaricato del varo tecnico) e Ulstein Verft AS di Ulsteinvik (incaricato dell'allestimento), il 16 aprile 2018 viene impostato ed il 30 ottobre varato.Il 1º novembre 2018 salpa al traino dei rimorchiatori Mustang e Ven per il cantiere navale Ulstein Verft di Ulsteinvik, dove giunge 5 giorni dopo. Nel luglio del 2019 viene completato ed il 14 luglio esegue le prime prove in mare.
Il 1º agosto 2019 viene ufficialmente consegnato alla Color Line.

## Servizio
Il 16 agosto 2019 prende servizio nei collegamenti tra Sandefjord e Strömstad in sostituzione del Bohus, dove opera tutt'oggi. Il 23 agosto 2019 viene battezzato a Sandefjord dalla madrina Erna Solberg.